# Will Rayman
William Henry Rayman, detto Will (New York, 1º aprile 1997), è un cestista statunitense con cittadinanza israeliana.

## Palmarès
- Coppa di Israele: 1

Maccabi Tel Aviv: 2025
- Coppa di Lega israeliana: 1

Maccabi Tel Aviv: 2024